# Caiguna
Caiguna est un village de l'Australie occidentale.
Relais routier, il est situé sur l'Eyre Highway. Il s'agit du deuxième arrêt à l'est de Norseman lors du voyage vers l'est à travers la plaine de Nullarbor. Entre Balladonia et Caiguna se trouve un tronçon d'autoroute de 146,6 kilomètres qui est l'un des plus longs tronçons de route rectilignes du monde. L'heure non officielle du Centre-Ouest (CWT) commence à l'est de Caiguna,.

## Histoire
Le nom est un mot aborigène signifiant vraisemblablement « piste de lance ». En 1841, Edward John Eyre, John Baxter et trois aborigènes dont Wylie, traverse le Nullarbor. Le 29 avril, deux des aborigènes tuent John Baxter et disparaissent dans le désert, emportant la plupart des provisions du groupe. En raison du terrain, Baxter n'a pas pu être enterré, ses restes ont donc été enveloppés dans une couverture et laissés sur place. Eyre et Wylie ont continué pendant encore un mois, après quoi ils ont été secourus par un navire français au large de Thistle Cove, près de l'actuelle Esperance. Un mémorial à Baxter est situé à 10 kilomètres au sud du relais routier,.
Le lotissement urbain a été créé en 1962 pour faciliter la circulation traversant le Nullarbor pour les Jeux du Commonwealth à Perth,.
Au cours des années 1960 et 1970, les vols intérieurs d'Ansett et de Trans Australia Airlines utilisaient une station VOR à Caiguna comme point tournant sur les routes entre Perth et les capitales de l'est de l'Australie telles qu'Adélaïde, Melbourne et Sydney.